# Microgale macpheei
Microgale macpheei ist eine ausgestorbene Säugetierart aus der Gattung der Kleintenreks innerhalb der Familie der Tenreks. Sie ist nur über zwei Schädelfragmente aus einer Höhlenfundstelle im äußersten Südosten von Madagaskar überliefert. In den anatomischen Merkmalen ähnelten die Vertreter dem heutigen Kurzschwanz-Kleintenrek, waren jedoch durchschnittlich größer und kräftiger gebaut. Zusammen mit Microgale macpheei kamen noch Reste weiterer Angehöriger der Kleintenreks in der Höhle zum Vorschein. Diese lassen sich verschiedenen modernen Formen zuweisen, die aber allesamt nicht mehr in der unmittelbaren Region vorkommen. Die Höhlenfundstelle liegt in einem Übergangsbereich von den feuchten Waldlandschaften des östlichen hin zu den trockenen Gebieten des westlichen Madagaskars. Das Alter der Funde datiert zwischen 1600 und 2700 Jahren. Möglicherweise fallen das Aussterben von Microgale macpheei und das Verschwinden der anderen Kleintenreks aus der Region mit der Austrocknung der Landschaft in diesem Zeitraum zusammen. Gleichzeitig traten zu dieser Zeit erstmals der Mensch und in dessen Gefolge auch zahlreiche fremde Faunenelemente auf der Insel auf. Microgale macpheei wurde im Jahr 2007 wissenschaftlich erstbeschrieben. Es ist der bisher einzige bekannte, rezent ausgestorbene Vertreter der Kleintenreks.

## Merkmale
Microgale macpheei ist bisher nur über einzelne Schädelfragmente bekannt, denen jeweils die hinteren Abschnitte fehlen. In den meisten morphologischen und anatomischen Merkmalen bestehen die größten Übereinstimmungen zum Kurzschwanz-Kleintenrek (Microgale brevicaudata) und zum Grandidier-Kleintenrek (Microgale grandidieri). Insgesamt war Microgale macpheei etwa robuster gebaut. Das Rostrum endete vorn eher stumpf und nicht so zugespitzt wie beim Grandidier-Kleintenrek. Der Jochbogen war wie bei den anderen Tenreks nicht vollständig ausgebildet. Im Bereich der vorderen Bogenansätze betrug die Schädelbreite 8,6 mm, während sie sowohl beim Grandidier-Kleintenrek als auch beim Kurzschwanz-Kleintenrek durchschnittlich 7,8 beziehungsweise 7,9 mm erreichte. Die Länge des Gaumenbeins maß bei Microgale macpheei 9,4 bis 9,7 mm, bei den beiden ähnlichen Kleintenrekarten war dieses mit 8,1 beziehungsweise 7,6 mm deutlich kürzer. Das Gebiss von Microgale macpheei besaß im Vergleich einen deutlich robusteren Bau. Vollständig überliefert sind nur die hinteren Zähne mit den Prämolaren und Molaren, die insgesamt  größer waren und ausgedehntere Kauoberflächen aufwiesen. Anhand der Anzahl der Alveolen lässt sich die für die Kleintenreks typische Struktur des oberen Gebisses mit drei Schneidezähnen, einem Eckzahn und je drei Prämolaren und Molaren pro Kieferbogen ermitteln. Die drei Mahlzähne besaßen dabei kombiniert eine Gesamtlänge von 3 mm, was wiederum länger ist als beim Grandidier-Kleintenrek und beim Kurzschwanz-Kleintenrek mit 2,7 beziehungsweise 2,6 mm. Ebenfalls abweichend vom Kurzschwanz-Kleintenrek aber mehr oder weniger übereinstimmend mit dem Grandidier-Kleintenrek bestanden zwischen den Prämolaren keine Diastemata. Weitere bedeutende Unterschiede finden sich im Bau des zweiten Prämolaren (P3), der bei Microgale macpheei einfacher strukturiert war und einen nagelförmigen Haupthöcker (Protoconus) aufwies. Beim Grandidier-Kleintenrek zeigte dieser Verbreiterungen zur Zungenseite hin. Am hinteren Prämolar (P4) hatte ein weiterer Haupthöcker (Paraconus) bei Microgale macpheei einen grazileren Bau. Die Mahlzähne waren insgesamt breit gebaut. Ihre zalambdodonte Kauflächenstruktur mit drei Haupthöckerchen entsprach der der anderen Kleintenreks. Unterschiede zum Grandidier-Kleintenrek und zum Kurzschwanz-Kleintenrek traten etwa in abweichenden Ausbildungen einzelner Scherflächen auf wie etwa dem Ectostyl und dem Mesostyl, die bei Microgale macpheei unterschiedlich lang waren, beim Grandidier-Kleintenrek aber etwa die gleiche Länge aufwiesen.

## Funde und Fundgebiet

Fundgebiet von Microgale macpheei

Die Fossilfunde von Microgale macpheei wurden in der Andrahomana-Höhle entdeckt, die sich südwestlich von Tolagnaro im äußersten Südosten von Madagaskar befindet. Die Höhle ist in die Eolianit-Aufschlüssen der Steilküste eingebettet, die hier bis zu 100 m aufragen und durch Sedimentablagerungen im Ausgang der Kaltzeiten des Pleistozäns entstanden. Das Höhlendach selbst ist eingebrochen und hinterließ so zahlreiche Öffnungen zur Oberfläche, die als natürliche Fallen fungieren. Erstmals wurde die Höhle im Jahr 1899 vom österreichischen Naturforscher Franz Sikora aufgesucht, er entdeckte bei ersten Untersuchungen Knochen zahlreicher Lemuren, etwa von Archaeolemur oder Hadropithecus. In den folgenden Dekaden kam es immer wieder zu weiteren Forschungsaufenthalten, unter anderem durch Martin François Geay im ersten Jahrzehnt des 20. Jahrhunderts oder durch Raymond Decary in den 1920er Jahren. Die jüngsten Feldforschungen fanden zu Beginn des 21. Jahrhunderts statt. Bei den Untersuchungen fand sich ein ungemein reiches Fossilmaterial, das mehrere tausend Knochen umfasst. Es setzt sich aus Resten von Lemuren, aber auch von Nagetieren, Fledertieren, Tenrekartigen, Raubtieren und Paarhufern zusammen. Hinzu kommen noch zahlreiche Arten von Vögeln, darunter auch Elefantenvögel wie Aepyornis und Mullerornis, sowie von Reptilien und Amphibien. Die Funde decken nach Radiocarbondatierungen den Zeitraum der letzten 8700 Jahre ab, die jüngsten Daten fallen zusammen mit Funden von Haushund und Zebu in die Phase der Erstbesiedlung der Insel durch den Menschen. Etwa in diesen Altersbereich gehören auch die Schädelreste von Microgale macpheei. Dies geht aus mehreren Radiocarbonmessungen an Unterkiefern der Petter-Großfußmaus hervor, die in unterlagernden und aufliegenden Schichten geborgen wurden. Die gewonnenen Altersdaten reichen von 790–410 v. Chr. bis 150–390 n. Chr. (jeweils kalibrierte C14-Jahre).

## Systematik
Microgale macpheei ist eine Art aus der Gattung der Kleintenreks (Microgale) innerhalb der Familie der Tenreks (Tenrecidae). Die Kleintenreks gehören zudem zur Unterfamilie der Reistenreks (Oryzorictinae), welche wiederum auch die Reiswühler (Oryzorictes) und die Vertreter der Gattung Nesogale einschließt. Die Gattung bildet mit mehr als 20 rezenten Arten das formenreichste Mitglied der Tenreks, aufgrund einiger morphologischer Merkmale werden sie auch als relativ ursprünglich innerhalb der Familie angesehen. Ihre Herausbildung datiert nach molekulargenetischen Daten in das Untere Miozän vor etwa 16,8 Millionen Jahren zurück, danach fand eine starke Aufsplittung statt. Die Tiere sind heute hauptsächlich in den feuchten Wäldern des östlichen Madagaskar anzutreffen, nur einige wenige Arten haben auch die trockeneren Landschaften des westlichen Inselteils erschlossen. Die heutigen Kleintenreks zeigen Anpassungen an verschiedene Lebensweisen, die von teils unterirdisch grabenden über oberirdisch lebenden bis zu baumkletternden Varianten reichen. Sowohl morphologisch als auch genetisch bestehen innerhalb der Gattung verschiedene Verwandtschaftsgruppen. Die anatomischen Merkmale sprechen dabei für eine nähere Beziehung von Microgale macpheei mit dem Kurzschwanz-Kleintenrek (Microgale brevicaudata) und mit dem Grandidier-Kleintenrek (Microgale grandidieri).
Die wissenschaftliche Erstbeschreibung von Microgale macpheei erfolgte im Jahr 2007 durch ein Forscherteam um Steven M. Goodman. Sie verwendeten dazu zwei Schädelfragmente, die in der Andrahomana-Höhle im äußersten Südosten von Madagaskar geborgen wurden. Der Holotyp (Exemplarnummer FMNH 191249) umfasst den vollständigen vorderen Schädel eines vermutlich ausgewachsenen Tieres. Das Rostrum ist weitgehend vollständig bis zum Ansatz des Scheitelbeins erhalten. Außerdem fehlt die vollständige vordere Bezahnung mit den Schneidezähnen, dem Eckzahn und dem vorderen Prämolaren (P2), zusätzlich noch der linke zweite Prämolar (P3). Das Stück wurde Anfang Juli des Jahres 2003 entdeckt, die Fundstelle lag im nördlichsten Ende der Höhlenkammer und umfasste einen etwa 25 m² Ausgrabungsbereich. Zusammen mit diesem kam noch ein weiteres vorderes Schädelstück zum Vorschein, das aber zusätzlich noch an den Molaren beschädigt ist. Beide Fossilfunde waren mit Unterkieferresten und Teilen des Körperskeletts assoziiert, die höchstwahrscheinlich ebenfalls von Kleintenreks stammen. Es ist aber unklar, ob es sich um Überreste der gleichen Art handelt. In der Erstbeschreibung verglichen Goodman und Forscherkollegen ihre neue Art mit Vertretern des Kurzschwanz-Kleintenreks aus dem südwestlichen und westlichen Madagaskar.  Die Population aus dem Südwesten, namentlich die vom Fluss Onilahy, wurde später, im Jahr 2009, zur neuen Art Microgale grandidieri verwiesen. Das Artepitheton macpheei verweist auf Ross D. E. MacPhee, der unter anderem wegweisende Studien zu den Kleintenreks durchgeführt hatte und sich so um die Erforschung dieser endemischen Tiere verdient gemacht hat.

## Bedeutung
Es handelt sich bei Microgale macpheei um den ersten und einzigen bisher bekannten ausgestorbenen Vertreter der Kleintenreks. Die anderen anhand von subfossilem Material beschriebenen Formen wie Microgale breviceps und Microgale decaryi konnten im Nachhinein mit rezenten Vertretern in Verbindung gebracht werden (mit dem Kurzschwanz-Kleintenrek und dem Großen Langschwanz-Kleintenrek (Microgale principula)). Die Andrahomana-Höhle liegt in einem Übergangsbereich von den Trockengebieten des westlichen zu den Feuchtlandschaften des östlichen Inselteils, was durch die Position auf der Westseite und damit im Windschatten des nahen Anosyenne-Gebirges verursacht wird. Dadurch ist die Landschaft durch eine dornige Gebüschvegetation geprägt. Die aufgefundene Fauna der Höhle schließt sowohl Bewohner des feuchten östlichen als auch des trockeneren westlichen Inselteils ein und spiegelt so in etwa die heutige Situation vor Ort wider. In Bezug auf die Kleintenreks barg die Höhle auch Reste anderer Angehörige der Gattung, etwa vom Kurzschwanz-Kleintenrek, vom Kleinen Langschwanz-Kleintenrek (Microgale longicaudata), vom Gnomkleintenrek (Microgale pusilla) oder vom Nasolo-Kleintenrek (Microgale nasoloi). Da die meisten Kleintenreks die tropischen Regenwälder des östlichen Madagaskars bewohnen, wird dies teilweise auch für Microgale macpheei angenommen. Unterstützung findet diese Vermutung durch das Vorkommen der Petter-Großfußmaus im gleichen Zeithorizont, die heute zwar das westliche Madagaskar bewohnt, dort aber in weniger trockenen Waldlandschaften nachgewiesen ist. Keiner der weiteren aufgefundenen Vertreter der Kleintenreks ist in der Umgebung der Andrahomana-Höhle noch heimisch. Das Verschwinden zahlreicher Faunenelemente geht möglicherweise mit einer Austrocknung der Region einher, die sich in den letzten zwei bis drei Tausend Jahren vollzog. In diese Zeit fällt allerdings auch die Ankunft des Menschen auf der Insel, in deren Folge zudem die Hausratte und die Hausmaus einwanderten. Auffällig in diesem Zusammenhang ist die Zunahme an Funden dieser Neozoen in den oberen Schichten der Andrahomana-Höhle, während gleichzeitig die Anzahl an Fossilresten der einheimischen Fauna zurückgeht. Hervorgehoben werden muss dabei, dass der Rückgang zahlreicher und das anschließende Aussterben eines Teils der madagassischen Endemiten nicht nur die Großtierwelt, sondern auch häufig kleinere Wirbeltiere betraf. In der Erstbeschreibung von Microgale macpheei spekulierten die Autoren aber, dass die Art eventuell heute noch lebt, als mögliches Refugium wurde Malahelo am Fuß des Ambatotsirongorongo-Gebirges östlich der Andrahomana-Höhle in Betracht gezogen, da hier noch feuchtere Wälder auftreten. Das Gebiet ist aber nur wenig untersucht, vorläufige Felduntersuchungen dort erbrachten bisher keine Hinweise auf Kleintenreks.